# 床杜父魚屬
床杜父鱼属（Myoxocephalus）是杜父鱼科的一个属，共16种，大多数生活在海水中，但也有三个淡水种。属名来自古希腊语“myos”（肌肉） 和“kephale”（头）。